# Ōnakatomi no Yorimoto
Yorimoto no Ōnakatomi (大中臣 頼基; 886 – 958) è stato un poeta giapponese waka del medio periodo Heian.

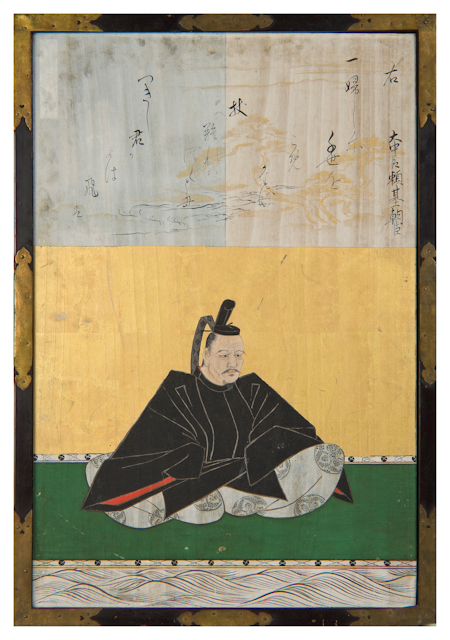
Ōnakatomi no Yorimoto di Kanō Yasunobu, 1648

È uno dei Sanjurokkasen (trentasei immortali della poesia). Anche suo figlio Ōnakatomi no Yoshinobu è stato scelto tra i sanjurokkasen.
Il clan Ōnakatomi era una famiglia incaricata di questioni relative allo shintoismo. Insieme al figlio Yoshinobu, a Ōnakatomi no Sukechika (figlio di Yoshinobu) ed a Ise no Taifu (figlia di Sukechika), Yorimoto è stato un poeta waka del clan Ōnakatomi . Divenne, infine, un sommo sacerdote e Jushii Jingi taifu (Junior Quarto Rango, Senior Assistant Capo del Dipartimento di Shintoismo). Poiché godeva della profonda fiducia dell'imperatore Uda, presentò poesie all' "Oigawa gyoko waka" e al "Teijiin uta-awase" (il concorso di poesia tenutosi a Teijiin).
Inoltre, ha composto molte poesie come byōbu-uta (poesie sul paravento) e gaka (poesia celebrativa). Le sue poesie waka sono state selezionate per molti chokusen wakashu (antologie di poesia giapponese compilate per comando imperiale) a partire dallo Shūi Wakashū (terza antologia imperiale di waka dal periodo Heian).